# Place Pogge
Pour les articles homonymes, voir Pogge.
La place Pogge (en néerlandais : Poggeplein) est une place bruxelloise de la commune de Schaerbeek, située sur la chaussée de Haecht, non loin de la place Colignon. La rue Rubens, la rue Verwée, la rue Goossens, la rue Ernest Laude, la rue Vogler et la rue Henri Bergé y aboutissent également. Aucune habitation n'a comme adresse la place Pogge.
Le centre de la place est occupé par un platane à feuilles d'érable (385 cm de cir.) répertorié comme arbre remarquable et classé en date du 13 juillet 2006.
Pogge est un personnage folklorique local. En septembre 2017, un monument a été érigé en sa mémoire dans le parc Josaphat.